# Jennifer L. Hochschild
Jennifer Lucy Hochschild (* 1950) ist eine US-amerikanische Politikwissenschaftlerin und Professorin an der Harvard University. Sie amtierte 2015/16 als Präsidentin der American Political Science Association (APSA). Sie ist durch ihre kritischen Beiträge zu den Themen Rasse und Rassismus bekannt.
Hochschild machte ihr Bachelor-Examen 1971 am Oberlin College und wurde 1979 an der Yale University zur Ph.D. promoviert. Anschließend war sie Assistant Professor für Public Policy Studies and Political Science an der Duke University und danach Assistant Professor an der Princeton University, wo sie zur William Steward Tod Professur of Public and International Affairs aufstieg (1998 bis 2000). 2001 wechselte sie an die Harvard University.
Hochschild wurde 1996 in die American Academy of Arts and Sciences gewählt.
2005 zeichnete die Yale University sie mit der Wilbur Cross Medal aus.

## Schriften (Auswahl)
- Mit Nathan Scovronick: The American Dream and the Public Schools. Oxford University Press, New York 2003, ISBN 0-19-515278-6.
- Facing up to the American dream. Race, class, and the soul of the nation. Princeton University Press, Princeton 1995, ISBN 0-691-02957-1.
- Thirty years after Brown. Joint Center for Political Studies, Washington, D.C. 1985, ISBN 0-941410-49-8.
- The new American dilemma. Liberal democracy and school desegregation. Yale University Press, New Haven 1984, ISBN 0-300-03113-0.
- What's fair? American beliefs about distributive justice. Harvard University Press, Cambridge, Mass. 1981; ISBN 0-674-95086-0.